# Chiesa di San Michele Arcangelo (Castel Madama)
La chiesa di San Michele Arcangelo è la parrocchiale di Castel Madama, in città metropolitana di Roma Capitale e diocesi di Tivoli; fa parte della quarta vicaria.

## Storia
Il primitivo luogo di culto dedicato a San Michele Arcangelo sorse presumibilmente nell'XI secolo.
Una nuova chiesa di Castrum Sancti Angeli fu edificata nel Tre-Quattrocento; nel 1602 si provvide a ripristinare il tetto e nel 1673 a ricostruire il campanile.
La prima pietra della nuova parrocchiale neoclassica venne posta nel 1771; la struttura, disegnata dall'architetto Pompeo Schiantarelli, fu portata a compimento nel 1775, con l'inaugurazione tenutasi il 29 settembre, e poi consacrata il 9 maggio 1896 dal vescovo di Civita Castellana, Orte e Gallese Giacomo Ghezzi.
Nel 1970, in ossequio alle norme postconciliari, la chiesa fu dotata del nuovo altare rivolto verso l'assemblea; alcuni anni dopo, nel 1974, la cupola venne interessata da alcuni interventi.

## Descrizione

### Esterno
La facciata a capanna della chiesa, che volge a mezzogiorno, presenta centralmente il portale d'ingresso architravato e una lapide con iscrizione e ai lati delle specchiature e due nicchie con altrettante statue ed è scandita da quattro semicolonne con capitelli ionici sorreggenti il fregio il timpano di forma triangolare.
Sopra il prospetto principale della parrocchiale si eleva il campanile a base quadrata, la cui cella presenta su ogni lato una monofora, affiancata a destra e a sinistra da una presenza e una semicolonna.

### Interno
L'interno dell'edificio si compone di un'unica navata, sulla quale si affacciano le cappelle laterali e le cui pareti sono scandite da paraste sorreggenti il cornicione sopra il quale si impostano i pennacchi su cui poggia la cupola; al termine dell'aula si sviluppa il presbiterio, rialzato di un gradino e a sua volta chiuso dall'abside semicircolare.
Qui sono conservate diverse opere di pregio, tra le quali la pala con soggetto San Michele Arcangelo che sconfigge il demonio, la tela di San Francesco di Paola, il cui autore è ignoto, e il dipinto ritraente la Vergine del Rosario con i Santi Domenico Guzman e Teresa d'Avila, dipinta da Pietro Labruzzi.